# Virginia González Polo
Virginia González Polo (Valladolid, 2 de abril de 1873-Madrid, 15 de agosto de 1923) fue una dirigente política y feminista española. Socialista partidaria de la III Internacional, abandonó el Partido Socialista Obrero Español (PSOE) y se contó entre quienes fundaron el Partido Comunista Obrero Español. Miembro del sindicato  Unión General de Trabajadores desde 1899, en 1916 fue designada miembro de la Comisión Ejecutiva convirtiéndose en la primera dirigente de un sindicato en España. Participó en foros ilustrados socialistas donde junto a las reivindicaciones militantes desde la perspectiva obrera expuso las protestas y reivindicaciones sobre la situación de inferioridad profesional, política y social de las mujeres.

## Biografía
Nació en el seno de una familia humilde con veintidós hijos, su padre era tornero y su madre tejedora. Tuvo que empezar a trabajar desde los nueve años como guarnecedora de calzado. Se casó con el también zapatero Lorenzo Rodríguez Echevarría natural de Ponferrada. Marcharon a León y se mudaron a La Coruña donde en 1894 nació su único hijo César Rodríguez González. Allí comenzó a relacionarse con círculos anarquistas, afiliándose en 1893 a la Sociedad de Zapateros y Guarnicioneros de La Coruña.
En 1899 se trasladó con su familia a Bilbao, donde contactó con el socialismo organizado, uniéndose a la Unión General de Trabajadores, representando en 1905 a los trabajadores del calzado en el VIII Congreso de la UGT. Por iniciativa suya, en el Congreso se aprobó que los vocales del Instituto de Reformas Sociales reclamaran que se consignara en la ley la prohibición, a las obreras embarazadas, de realizar tarea alguna en las cuatro semanas posteriores al parto,  finalmente se aprobaría en la ley de 8 de enero de 1907 sobre el trabajo de las mujeres y los niños. En 1904, fundó la Agrupación Femenina Socialista de Bilbao, destacando especialmente por introducir el debate sobre los derechos de las mujeres obreras en la agenda política del movimiento obrero. Entre 1905 y 1907 escribió en La Lucha de Clases artículos sobre el papel de la mujer en la sociedad.  
Tras emigrar dos años a Argentina por razones económicas regresó a España, instalándose en León donde participó en la huelga general de 1909, por lo que fue detenida y expulsada de la ciudad. Tras un tiempo en Bayona, se instaló en Madrid en 1910.  Defendiendo la militancia segregada de las mujeres por considerar que los varones eran el verdadero obstáculo para su actividad fue una de las fundadoras de la Agrupación Femenina Socialista de Madrid y  comenzó una intensa actividad política y sindical realizando numerosos viajes para dar mítines por toda España.
En septiembre de 1912 asistió, propuesta por la Agrupación Femenina de Madrid, al IX Congreso Nacional del PSOE, en él se debatió si el partido concurría a las elecciones de forma independiente o en la Conjunción Republicano-Socialista. Virginia, en un intenso debate, defendió la postura de presentarse de forma independiente y Pablo Iglesias Posse, fundador del PSOE, abogó por concurrir en la Conjunción. Finalmente la postura de Virginia fue derrotada.
De 1915 a 1918 fue vocal del Comité Nacional del PSOE y Secretaria Femenina de la Comisión Ejecutiva entre 1918 y 1919. En 1916 fue designada miembro de la Comisión Ejecutiva de UGT y durante un año asumió la dirección del sindicato, siendo la primera mujer en formar parte de una Ejecutiva Confederal (1916-1918) y la primera mujer en España que formó parte de la dirección de un sindicato en España.
El 23 de septiembre de 1916 fue condenada a un año, ocho meses y veintiún días de destierro y 750 pesetas de multa por injurias a la Iglesia católica. Durante la huelga general de 1917 formó parte del Comité de Huelga, siendo detenida junto al resto del comité en el número doce de la calle Desengaño. Evitó la cárcel, al declarar sus compañeros que sólo estuvo en la casa para ayudar en los quehaceres domésticos.
Siendo partidaria de la Tercera Internacional, abandonó el PSOE después del III Congreso Extraordinario del PSOE, en el que se rechazan las 21 condiciones. El 13 de abril de 1921 participó en la fundación del Partido Comunista Obrero Español (PCOE). Fue elegida delegada del PCOE para asistir al III Congreso de la Internacional Comunista en Moscú, pero a su paso por París, se vio obligada a regresar gravemente enferma. En el I Congreso del Partido Comunista de España, celebrado en marzo de 1922, fue elegida secretaria femenina del Comité Central del PCE, partido del que su hijo, César Rodríguez González, llegaría a ser secretario general un año después.
Su último acto público, poco antes de morir, sería un mitin contra la guerra de Marruecos apelando a las mujeres para que no permitieran a sus hijos ir a la guerra.
Falleció en Madrid el 15 de agosto de 1923.